# Moosebach
Der Moosebach ist ein Meliorationsgraben und orographisch linker Zufluss der Dahme im Landkreis Teltow-Fläming in Brandenburg.
Der Graben beginnt auf einer landwirtschaftlich genutzten Fläche, die sich nördlich von Rietdorf, einem Ortsteil der Gemeinde Ihlow, befindet. Je nach Wasserstand fließt aus dem nördlich gelegenen Wendpfuhl Wasser zu; ebenso im Bedarfsfall Wasser, das sich um die Wohnbebauung von Rietdorf in einem ringförmig angelegen Kanal sammelt. Rund 620 m weiter östlich fließt von Südwesten kommend der Uppstallgraben. Der Graben verläuft weiterhin in östlicher Richtung. Nach rund 1,2 km fließt von Norden kommend der Hochwasserschutzgraben aus Gebersdorf zu, einem Ortsteil der Stadt Dahme/Mark. Der Graben durchquert im weiteren Verlauf das Stadtgebiet von Dahme/Mark in der nach ihm benannten Niederungsfläche des Moosebruchs. Er erreicht ein Waldgebiet nordwestlich von Zagelsdorf und entwässert dort in die Dahme.